# Anthaxia ignipennis
Anthaxia ignipennis es una especie de escarabajo del género Anthaxia, familia Buprestidae. Fue descrita científicamente por Abeille de Perrin en 1882.